# انجی اورهارت
اَنجی اِورهارت (انگلیسی: Angie Everhart؛ زادهٔ ۷ سپتامبر ۱۹۶۹) تهیه‌کننده، هنرپیشه و مانکن پیشین اهل ایالات متحده آمریکا است. وی از سال ۱۹۹۳ میلادی تاکنون مشغول فعالیت بوده‌است.
از فیلم‌هایی که وی در آن نقش داشته است، می‌توان به امشب منو ببر خونه، زمان سگ دیوانه و کلاود ۹ اشاره کرد.